# Диверсионно-разведывательная группа
Диверсио́нно-разве́дывательная гру́ппа (ДРГ) — подразделение специального назначения, используемое для разведки и диверсий в тылу противника в военное и предвоенное время с целью дезорганизации тыловых учреждений, уничтожения или временного выведения из строя важнейших промышленных предприятий, военных объектов, транспорта, связи, а также сбора информации о противнике. Относится к малым подразделениям, обычно имеет численность до 20 человек.
ДРГ, как правило, является штатным подразделением специального назначения армии и флота. Члены ДРГ проходят специальную подготовку по минно-подрывному делу, огневой, физической, психологической, парашютно-десантной, подводной, альпинистской подготовке, способны действовать автономно на территории противника длительное время.
Переброска (засылка) ДРГ в тыл противника производится различными способами: скрытным переходом линии фронта пешком или на машинах, десантированием с самолётов (вертолётов), высадкой на побережье с подводных лодок, катеров и т. п.
В ходе выполнения поставленной задачи ДРГ действует скрытно, способна в предельно сжатые сроки преодолевать большие расстояния. Небольшая, как правило, численность группы повышает её скрытность, маневренность и мобильность, что осложняет мероприятия по её поиску и ликвидации.
В ходе боевых действий диверсионная работа в случае достижения желаемого результата способна причинить противнику не меньший урон, чем боевые действия частей и соединений.

## Задачи ДРГ
- выведение из строя тыловых учреждений, военных объектов противника;
- дезорганизация работы транспорта и связи противника;
- распространение паники среди войск противника и мирного населения;
- сбор разведданных о передвижении, дислокации, вооружении и количестве войск противника, его военно-экономическом потенциале, промышленных объектах военного значения, транспортных коммуникациях и коммуникациях связи;
- уничтожение высшего и среднего командного состава противника, назначенных политических и административных деятелей.

## Правовые аспекты деятельности ДРГ
Диверсионно-разведывательная группа действует в рамках общепринятых норм международного и военного права. Согласно международным соглашениям и законам ведения войны, диверсионные мероприятия допускаются только в военное время в отношении объектов армии, флота, военно-промышленного комплекса, средств связи и транспортных коммуникаций государства-противника, официально находящегося в состоянии войны. Нарушение этих правил расценивается как терроризм и влечет уголовную ответственность за военные преступления как членов таких групп, так и политических лидеров, отдавших преступный приказ.
В соответствии с нормами международного гуманитарного права личный состав ДРГ пользуется статусом комбатантов на общих основаниях и имеет право осуществлять диверсионные мероприятия в отношении:
- личного состава противника, воюющего с оружием в руках;
- военных сооружений;
- военной техники (корабли, бронетехника, самолеты и т. д.);
- средств ведения войны (транспорт, участвующий в перевозке войск, снабжения, мосты, тоннели, средства связи и т.д);
- предприятий военно-промышленного комплекса;
- определённых объектов и сил противника (уничтожение их).

Запрещается осуществлять диверсионные мероприятия в отношении:
- мирного населения;
- медицинских учреждений и транспорта (в том числе подчинённых военным), учреждений Красного Креста;
- объектов гражданского и гуманитарного назначения.

В ходе выполнения боевой задачи личный состав диверсионно-разведывательных подразделений обязан носить военную форму или видимые отличительные знаки своей страны. Сбор разведданных или осуществление диверсионных мероприятий в форме чужого государства или в гражданской форме одежды расценивается как шпионаж или терроризм и в случае захвата в плен лишает членов ДРГ статуса военнопленных и влечёт за собой общеуголовную ответственность.
В связи с этим диверсионно-разведывательную группу следует отличать от террористической группы. Первая действует в правовом поле, имеет ведомственную принадлежность к вооружённым силам или спецслужбам отдельно взятого государства.